# Зеленоопашато изумрудено колибри
Зеленоопашатото изумрудено колибри (Chlorostilbon alice) е вид птица от семейство Колиброви (Trochilidae).

## Разпространение
Видът е разпространен във Венецуела, Колумбия и Перу.